# بطريركية أنطاكية وسائر المشرق للروم الأرثوذكس

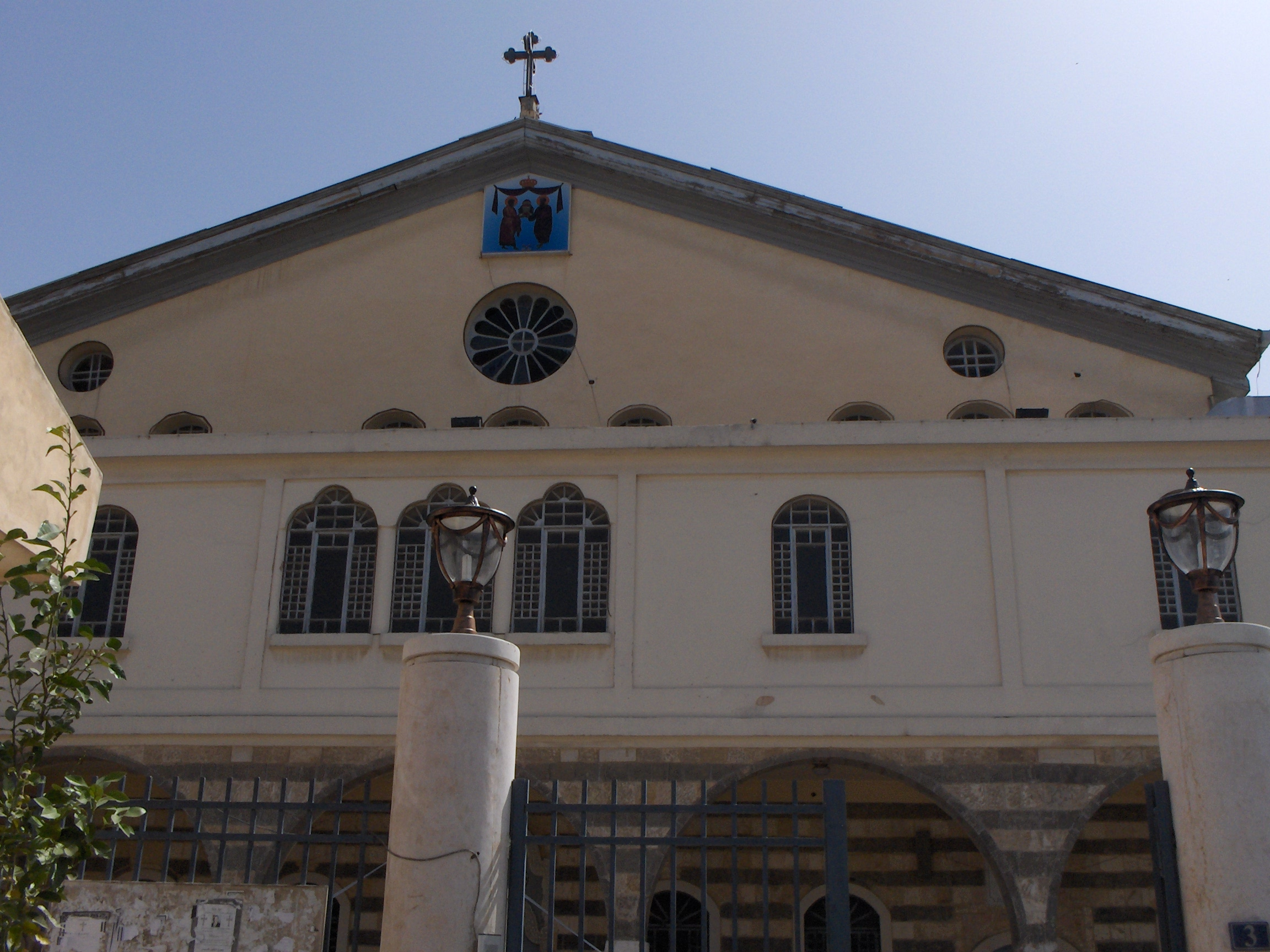
الكنيسة المريمية، في مدينة دمشق وهي مقر بطريركية أنطاكية وسائر المشرق للروم الأرثوذكس.

بطريركية أنطاكية وسائر المشرق للروم الأرثوذكس هي كنيسة أرثوذكسية شرقية مؤسساها بحسب تقليدها الكنسي هما بطرس و‌بولس. ومقرها الحالي دمشق في سوريا، عدد رعاياها نحو 12 مليون. متوزعين في سوريا و‌لبنان و‌العراق و‌أوروبا و‌أمريكا و‌أستراليا. بطريركها الحالي هو يوحنا العاشر يازجي الذي انتخب بعد وفاة البطريرك السابق إغناطيوس الرابع هزيم (توفي في 5 ديسمبر 2012). ولغاتها الطقسية هي العربية و‌اليونانية، وهذه الكنيسة هي عضو في مجلس كنائس الشرق الأوسط.
كانت ولاية البطريرك الأنطاكي تشمل بادئ الأمر، معظم الشرق الأوسط عدا مصر ووسط وغرب تركيا حاليًا، ثم فُصلت في أعقاب مجمع أفسس عام 431 كنيسة قبرص عن سلطته، وفي أعقاب مجمع خلقيدونية عام 451 فصلت كنيسة القدس أيضًا بشكل إداري وبات رئيس أساقفتها هو بطريرك القدس؛ وكان لكبير أساقفة العراق لقب «جاثيلق» ما لبث أن تحوّل لشبه كنيسة رسمية مستقلة، وذات نفوذ مباشر إلى إيران وأقاليم شبه الجزيرة العربية؛ حاليًا فإن البطاركة غير منحصرين في النطاق الأنطاكي فحسب، فحركة الهجرة نحو العالم الجديد دفعت لاستحداث أبرشيات المغترب، وهو ما أدى إلى بسط نفوذ البطاركة في العالم أجمع.
منذ القرن السابع، وباستثناء فترات قصيرة، فإن أغلب البطاركة الأنطاكيين سكنوا في مدينة دمشق لا أنطاكية، التي فقدت أهميتها وتحولت إلى مدينة ثغور. ويُنتخب البطاركة من قبل «المجمع المقدس»، ويتبادلون رسائل التثبيت مع سائر البطاركة من طوائفهم. وفي السابق، كان البطريرك الأنطاكي يحلّ ثالثًا في التشريفات بعد أسقف روما وبطريرك القسطنطينية، وخلال العهد العثماني، كان القانون يلحظ لبطريرك أنطاكية موقع وتشريف رئيس الوزراء، وهو ما استمرّ عليه الحال في سوريا حتى اليوم؛ وقد لعب البطاركة دورًا هامًا في حياة الشرق الأوسط، فعلى سبيل المثال فإنّ استقلال لبنان تُعزى اليد الطولى فيه للبطريرك إلياس بطرس الحويك.
تُعتبر الكنيسة أكبر كنيسة في سوريا فيبلغ تقريبًا عدد أتباعها في سوريا مليون وفي لبنان تعتبر ثاني أكبر طائفة مسيحية ويقدر أتباعها ب 400 ألف ويمثلون 10% من سكان لبنان و4% من سكان سوريا ولها أتباع في محافظة هاتاي (لواء إسكندرون) في تركيا ولديها ستة أبرشيات في سوريا وستة أبرشيات في لبنان إضافة إلى أبرشيات المغترب. كما أن للبطريركية علاقات وثيقة مع الكنيسة الروسية الأرثوذكسية التي ساعدتها في إنشاء «دائرة العلاقات المسكونية في بطريركية أنطاكية وسائر المشرق للروم الأرثوذكس»، والتي تساعد الفقراء والمحتاجين بدعم من الجمعية الأرثوذكسية العالمية.

## الأبرشيات التابعة
يتبع للبطريركية عدة أبرشيات، أهمها ست أبرشيات في سوريا وست أبرشيات في لبنان. إضافة إلى أبرشية واحدة في كل من العراق والكويت، وعدة أبرشيات أخرى في بلاد المهجر.

### سوريا
| اسم الأبرشية            | المركز                 | المطران                                                                     | معلومات           |
| ----------------------- | ---------------------- | --------------------------------------------------------------------------- | ----------------- |
| أنطاكية و‌دمشق وتوابعهما | الكنيسة المريمية، دمشق | إدارة مباشرة من البطريرك يوحنا العاشر يازجي وُلدَ في اللاذقية، سورية سنة 1955 | الأبرشية المركزية |
| حلب و‌اسكندرون وتوابعهما | مدينة حلب              | المتروبوليت أفرام (معلولي) وُلدَ في جديدة عرطوز، ريف دمشق، سورية سنة 1978     | [ 5 ]             |
| بصرى و‌حوران و‌جبل العرب  | السويداء، شارع قنوات   | المتروبوليت سابا (إسبر) وُلدَ في اللاذقية سنة 1959                            | [ 6 ]             |
| اللاذقية وتوابعها       | مدينة اللاذقية         | المتروبوليت أثناسيوس (فهد) وُلد في اللاذقية، سورية سنة 1965                  | [ 7 ]             |
| حمص وتوابعها            | مدينة حمص              | المتروبوليت غريغوريوس (خوري) وُلدَ في اللاذقية، سورية سنة 1975                |                   |
| حماة وتوابعها           | مدينة حماة             | المتروبوليت نيقولاوس (بعلبكي)                                               |                   |

### لبنان
| اسم الأبرشية             | المركز                 | المطران                                                      | معلومات |
| ------------------------ | ---------------------- | ------------------------------------------------------------ | --- |
| بيروت وتوابعها           | بيروت                  | المتروبوليت إلياس (عوده) وُلدَ في انفه، لبنان سنة 1941         | [ 8 ] |
| عكار وتوابعها (1)        | الشيخطابا، عكار، لبنان | المتروبوليت باسيليوس (منصور) وُلد في المزيرعة، سورية سنة 1962 | تحوي أبرشية عكار ثلاثة مطرانيات مساعدة: 1. مطرانية طرطوس، مركزها طرطوس 2. مطرانية صافيتا، مركزها صافيتا 3. مطرانية الوادي مركزها مرمريتا، الوادي |
| جبيل و‌البترون وتوابعهما  | برمانا، المتين، لبنان  | المتروبوليت سلوان (موسي) وُلد في فنزويلا سنة 1967             | [ 10 ] |
| زحلة و‌بعلبك وتوابعهما    | زحلة، حي الميدان       | المتروبوليت أنطونيوس (الصوري) وُلد في مدينة طرابلس، سنة 1970  | [ 11 ] |
| صور و‌صيدا وتوابعهما      | مرجعيون                | المتروبوليت الياس وُلد في شرين، لبنان سنة 1948                | |
| طرابلس و‌الكورة وتوابعهما | طرابلس، شارع المعرض    | المتروبوليت أفرام (كرياكوس) وُلد في بيروت، لبنان سنة 1943     | [ 12 ] |

### دول عربية أخرى
| اسم الأبرشية                | المركز                  | المطران                                                    | معلومات |
| --------------------------- | ----------------------- | ---------------------------------------------------------- | ------- |
| بغداد و‌الكويت وتوابعهما (1) | المركز الرئيسي في بغداد | المتروبوليت غطاس (هزيم) ولد في مدينة محردة، سورية سنة 1963 | [ 13 ]  |

### بلاد المهجر
| اسم الأبرشية                                  | المركز                                | المطران                                                       | معلومات |
| --------------------------------------------- | ------------------------------------- | ------------------------------------------------------------- | ------- |
| أستراليا، نيوزيلندا و‌الفلبين                  | سيدني، أستراليا                       | الميتروبوليت باسيليوس (قدسية) وُلدَ في اللاذقية، سوريا سنة 1976 |         |
| فرنسا و‌أوروبا الغربية                         | كاتدرائية في باريس                    | المتروبوليت إغناطيوس (الحوشي) وُلد في دمشق، سورية سنة 1970     |         |
| ألمانيا وأوروبا الوسطى                        | كولن، ألمانيا                         | المتروبوليت إسحق (بركات) وُلد في دمشق، سورية سنة 1966          | [ 14 ]  |
| الجزر البريطانية و‌إيرلندا                     | لندن                                  | المتروبوليت سلوان (اونر) مواليد اللاذقية عام 1970             |         |
| نيويورك وسائر أمريكا الشمالية                 | نيو جيرسي، الولايات المتحدة الأمريكية | المتروبوليت جوزيف (زحلاوي)                                    |         |
| ساو باولو وسائر البرازيل                      | ساو باولو                             | المتروبوليت دامسكينوس (منصور) وُلدَ في دمشق، سورية سنة 1949     |         |
| المكسيك، فنزويلا، أميركا الوُسطى وجزر الكاريبي |                                       | المتروبوليت إغناطيوس (سمعان)                                  |         |
| بوينس آيرس وسائر الأرجنتين                    | بوينس آيرس                            | المتروبوليت يعقوب (الخوري) من الكورة، لبنان، ولد سنة 1978     |         |
| سانتياغو و‌تشيلي                               | سانتياغو                              | المتروبوليت سرجيوس (عبد) وُلدَ في أنطاكية                       |         |